# Маслов, Сергей Юрьевич (футболист)
Серге́й Ю́рьевич Ма́слов (3 сентября 1990, Москва) — российский футболист, полузащитник и нападающий. Воспитанник московского футбола.

## Карьера
Карьеру начинал в молодёжной команде клуба «Москва». В 2010 году перешёл в подмосковные «Химки», в которых отыграл 10 матчей в Первенстве ФНЛ. В 2012 году стал игроком тульского «Арсенала», вместе с которым прошёл путь от любителей до РФПЛ.
Является первым в российском футболе игроком, забивавшим голы за одну и ту же команду во всех существующих лигах — любительской, втором дивизионе, ФНЛ и Премьер-лиге.
После сезона 2015/16 завершил карьеру из-за травмы.

## Достижения
«Арсенал»
- Победитель второго дивизиона, зоны «Центр»: 2012/13
- Серебряный призёр Первенства ФНЛ: 2013/14, 2015/16